# SN 2001kb
SN 2001kb – supernowa odkryta 22 października 2001 roku w galaktyce A043912-0121. W momencie odkrycia miała maksymalną jasność 24,50m.